# Ateleutinae
Ateleutinae sind eine kleine Unterfamilie der Schlupfwespen. Es sind derzeit nur drei Gattungen mit insgesamt 46 Arten bekannt, die Verbreitung ist nahezu weltweit. Es gibt noch eine Reihe weitere, bisher unbeschriebene Arten.
In Europa kommt eine Art, Ateleute linearis, vor.

## Morphologie

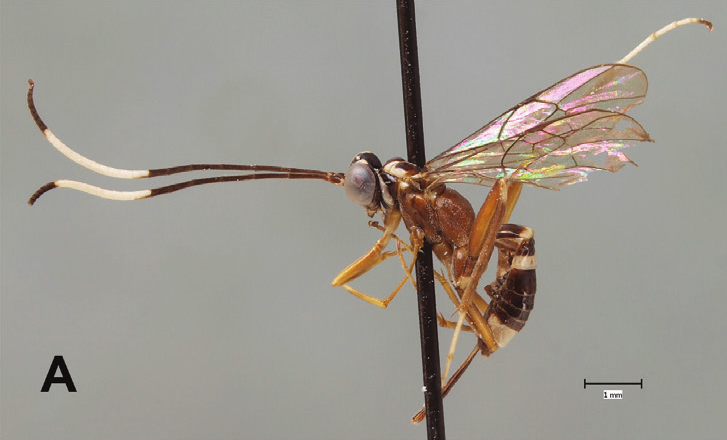
Tamaulipeca candoshi, Weibchen

Die Ateleutinae sind mittelgroße Schlupfwespen mit etwa 4 bis 8 mm Körperlänge (bis 10 mm bei A. boitata), die Männchen sind deutlich kleiner. Kennzeichnend ist die Art der Äderung es Vorderflügels. Kopf und Thorax sind meist dunkel, das Abdomen ist meist mehr oder weniger hell. Beine meistens hell. Clypeus ist konvex und vom Gesicht durch eine Rinne getrennt. Die Tibia des Hinterbeines ist bedornt. Bei mehreren Arten ist die Antenne teilweise auffällig hell.

## Lebensweise
Die Biologie der Arten ist nur sehr unvollständig erforscht. Vermutlich sind sie alle Ektoparasitoide, die ihren Wirt erst kurz vor dem Schlüpfen töten. Als Wirte sind bei einigen Arten der Gattung Ateleute Schmetterlingsraupen (Psychidae) bekannt.

## Systematik

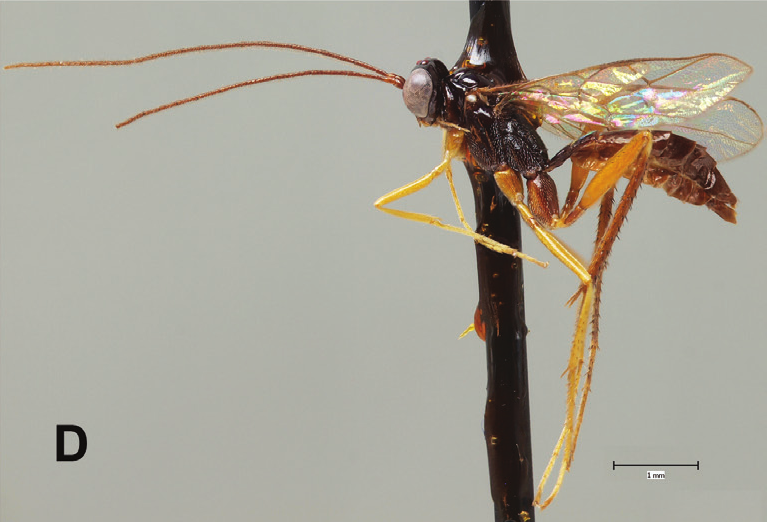
Männchen von Tamaulipeca

Ateleute wurde ursprünglich als eigener Subtribus zu den Cryptini der Unterfamilie Cryptinae gestellt. Die zweite Gattung, Tamaulipeca, wurde erst 2001 aus der Neotropis beschrieben. Es wurde auch eine nähere Verwandtschaft mit den Phygadeuontinae und den Ichneumoninae diskutiert. Die Ateleutinae sind monophyletisch.

### Gattungen
- Ateleute, vermutlich paraphyletisch, nahezu weltweit verbreitet
- Tamaulipeca, Neotropis[3]
- Duwalia, nur eine Art, Australien[1]